# 黃石公園 (電視劇)
《黃石公園》（英語：Yellowstone）是一部由泰勒·謝里丹和約翰·林森開創的美國西部劇情電視劇集，於2018年6月20日在派拉蒙电视网首播。本劇由凯文·科斯特纳、盧克·格里姆斯、韋斯·本特利、凱莉·雷利、科爾·豪瑟和吉爾·伯明翰共同主演。劇情故事主要講述一個大型牧牛場、一個印第安保留地與土地開發商之間的共同邊界所引發的衝突。第五季於2022年11月13日首播。

## 概要
劇集主要跟隨達頓家族（英語：the Dutton family），他們是蒙大拿州最大的牧場“黃石達頓牧場”（英語：Yellowstone Dutton Ranch）的所有者，牧場通常被簡稱為“黃石”（英語：Yellowstone）。劇情圍繞牧場、位於毗鄰黃石國家公園的“斷岩印第安保留地”（英語：Broken Rock Indian Reservation）以及土地開發商展開。

## 演員與角色

### 主要角色
- 凯文·科斯特纳 飾演 約翰·達頓（英語：John Dutton）：一個喪偶的達頓家族第六代族長，他經營著美國最大的牧場“黃石達頓牧場”。隨著劇集的進展，他不斷受到那些試圖控制牧場土地的人的挑戰。
  - 喬許·盧卡斯 飾演 年輕的約翰·達頓（第一和五季常設角色；第二季客串角色）
- 盧克·格里姆斯 飾演 凱斯·達頓（英語：Kayce Dutton）：前海豹突擊隊隊員，約翰與伊芙琳最小的兒子。在第一季，他和他的美洲原住民妻子和兒子住在附近的斷岩印第安保留地。在第二季，他和他的家人搬到了黃石牧場。在第四季，他們搬出了牧場，並搬進了自己擁有的房屋裡。
  - 里斯·奧特曼（英語：Rhys Alterman） 飾演 年輕的凱斯·達頓（第一至二季客串角色）
- 凱莉·雷利 飾演 貝瑟尼·“貝絲”·達頓（英語：Bethany "Beth" Dutton）：金融家以及約翰與伊芙琳的第三個孩子，也是唯一的女兒。雖然受過良好教育、非常聰明，並且是一個操縱大師，但她很痛苦，情緒不穩定，並且患有後來才克服的藥物濫用問題。她對父親非常忠誠，也非常想保護父親，並且愛上了與她在第四季結束時結婚的瑞普·惠勒。
  - 凱莉·羅傑斯（英语：Kylie Rogers） 飾演 年輕的貝絲·達頓（第一至三，五季客串角色）
- 韋斯·本特利 飾演 傑米·達頓（英語：Jamie Dutton）：一名律師，有抱負的政治家，以及約翰與伊芙琳的第二個孩子。儘管完全忠於他的父親和家族，但他一直對他們明顯的不寬容感到沮喪。他與他的妹妹貝絲之間有著強烈的愛恨情仇。第三季透露他的親生父親謀殺了他的母親並入獄後，他實際上是被約翰和伊芙琳收養的。他和他的前助理育有一個兒子。
  - 道爾頓·貝克（英語：Dalton Baker） 飾演 年輕的傑米·達頓（第一至三季客串角色）
- 科爾·豪瑟 飾演 瑞普·惠勒（英語：Rip Wheeler）：黃石牧場的工頭，約翰的得力助手和執法者。他在牧場工作多年，對約翰非常忠誠。在殺死殺害他母親和兄弟的父親後，他被達頓家族當作一個年輕的逃亡者收留。他從青少年時期就開始與貝絲有斷斷續續的關係，他們最後在第四季結婚。
  - 凱爾·雷德·西爾弗斯坦（英語：Kyle Red Silverstein） 飾演 年輕的瑞普·惠勒（第一至三，五季客串角色）
- 凱爾西·阿斯比爾（英语：Kelsey Asbille） 飾演 莫妮卡·朗·達頓（英語：Monica Long Dutton）：凱斯的美洲原住民妻子和約翰的兒媳。在第一季中，她是斷岩印第安保留地一所當地學校的老師。在第二季，她成為了位於博兹曼市的蒙大拿州立大學的教授。[2]
- 布雷肯·美林（英語：Brecken Merrill） 飾演 泰特·達頓（英語：Tate Dutton）：凱斯和莫妮卡的兒子，約翰唯一的親生孫子。
- 杰斐遜·懷特（英語：Jefferson White） 飾演 吉米·赫德斯特倫（英語：Jimmy Hurdstrom）：一名黃石牧場的工人和業餘的野馬騎手。他在第四季離開黃石牧場加入6666牧場。
- 丹尼·休斯頓 飾演 丹·詹金斯（英語：Dan Jenkins）（第一至二季）：來自加利福尼亚州的億萬富翁土地開發商，他的主要目標是從約翰和他的家族手中奪取黃石牧場。
- 吉爾·伯明翰（英语：Gil Birmingham） 飾演 托馬斯·雷恩沃特酋長（英語：Chief Thomas Rainwater）：附近虛構的斷岩印第安保留地的酋長。他試圖從約翰和他的家族手中奪回黃石牧場，因為他認為這片土地是從最初居住在那裡的美洲原住民偷來的。
- 福里·J·史密斯（英語：Forrie J. Smith） 飾演 勞埃德·皮爾斯（英語：Lloyd Pierce）（第一至二季常設角色；第三季至今主要角色）：一名黃石牧場的高級工人。他在黃石牧場與約翰共事多年。
  - 福雷斯特·史密斯（英語：Forrest Smith） 飾演 年輕的勞埃德·皮爾斯（第四季客串角色）
- 丹寧·理查茲（英語：Denim Richards） 飾演 科爾比·梅菲爾德（英語：Colby Mayfield）（第一至二季常設角色；第三季至今主要角色）：一名黃石牧場的工人。
- 伊恩·博恩（英语：Ian Bohen） 飾演 瑞安（英語：Ryan）（第一至三季常設角色；第四季主要角色）：一名黃石牧場的工人和畜牧委員會代理人。
- 瑞恩·賓厄姆（英语：Ryan Bingham） 飾演 沃克（英語：Walker）（第一至三季常設角色；第四季主要角色）：一名被瑞普招募為黃石牧場工人的前囚犯。
- 芬恩·利特爾（英語：Finn Little） 飾演 卡特（英語：Carter）（第四季）：一個陷入困境的少年和孤兒，被貝絲收留在黃石牧場居住。
- 摩西·布蘭斯·普倫蒂（英语：Moses Brings Plenty） 飾演 莫（英語：Mo）（第一至四季常設角色；第五季主要角色）：雷恩沃特酋長的司機和保鏢。[3]
- 溫迪·莫尼茲（英语：Wendy Moniz） 飾演 萊內爾·佩里州長（英語：Governor Lynelle Perry）（第一至四季常設角色；第五季主要角色）：蒙大拿州州長和約翰的傾愛對象。[3]
- 詹妮弗·蘭登（英语：Jennifer Landon） 飾演 蒂特（英語：Teeter）（第三至四季常設角色；第五季主要角色）：一名來自德克薩斯的談話強硬的牧場工人。[4]
- 凱瑟琳·凱利（英語：Kathryn Kelly） 飾演 艾米麗（英語：Emily）（第四季常設角色；第五季主要角色）：6666牧場的首席獸醫技師和吉米的未婚妻。[4]

### 常設角色
| - 阿蒂克斯·托德（英語：Atticus Todd） 飾演 本·沃特斯（英語：Ben Waters）（第一至三季）：一名部落警官。 - 蒂莫西·卡哈特 飾演 邁克爾·斯圖爾特總檢察長（英語：A.G. Michael Stewart）（第一至三季）：蒙大拿州總檢察長。 - 魯迪·拉莫斯 飾演 菲利克斯·朗（英語：Felix Long）（第一至二，四季）：莫妮卡的祖父，泰特的曾祖父。 - 託卡拉·布萊克·埃爾克（英語：Tokala Black Elk） 飾演 山姆·史丹斯·阿隆（英語：Sam Stands Alone）（第一季）：朗家族的一個朋友。 - 米凯拉·考林 飾演 薩拉·阮（英語：Sarah Nguyen）（第一至二季）：一名被約翰·達頓及其家族吸引的調查記者。 - 盧克·佩金帕（英語：Luke Peckinpah） 飾演 弗雷德·邁耶斯（英語：Fred Meyers）（第一季）：一名黃石牧場的工人。 - 巴克·泰勒 飾演 埃米特·沃爾什（英語：Emmett Walsh）（第一，三至四季）：一位經驗豐富的牧場主和飼養人協會（英語：Stock Growers Association）主席。 - 弗雷德里克·萊恩 飾演 卡爾·雷諾茲（英語：Carl Reynolds）（第一季）：約翰·達頓的密友。 - 薩沃納·斯普拉克林（英語：Savonna Spracklin） 飾演 愛麗絲·瓦爾（英語：Alice Wahl）（第一季）：一名學校老師。 - 羅伯特·米拉巴爾（英語：Robert Mirabal） 飾演 利特菲爾德校長（英語：Principal Littlefield）（第一季）：一間部落學校的校長。 - 希瑟·海門斯 飾演 梅洛迪·普雷斯科特（英語：Melody Prescott）（第一季）：丹·詹金斯的一名助手。 - 凱瑟琳·坎寧安（英語：Katherine Cunningham） 飾演 克里斯蒂娜（英語：Christina）（第一至二，四季）：傑米在競選總檢察長期間的傾愛對象和助手。 - 約翰·艾爾沃德 飾演 鮑勃神父（英語：Father Bob）（第一季）：一名天主教神父。 - 莫寧斯塔·安吉琳（英語：Morningstar Angeline） 飾演 薩曼莎·朗（英語：Samantha Long）（第一季）：羅伯特的妻子，莫妮卡的嫂子。 - 比爾·唐拉迪（英語：Bill Tangradi） 飾演 艾倫·基恩（英語：Alan Keene）（第一季）：土地開發公司天堂谷（英語：Paradise Valley）的合夥人。 | - 邁克爾·努里 飾演 鮑勃·施瓦茨（英語：Bob Schwartz）（第一季）：金融公司施瓦茨與邁耶（英語：Schwartz & Meyer）（貝絲是公司合夥人）的首席執行官，也是貝絲的朋友和導師。 - 葛雷琴·莫爾 飾演 伊芙琳·達頓（英語：Evelyn Dutton）（第一季）：約翰·達頓的已故妻子，李、傑米、貝絲和凱斯的母親。她於1997年在當時年幼的孩子面前死於一次騎馬事故。 - 巴雷特·斯瓦泰克 飾演 維多利亞·詹金斯（英語：Victoria Jenkins）（第一季）：丹·詹金斯的妻子。 - 泰勒·謝里丹 飾演 特拉維斯·惠特利（英語：Travis Wheatley）（第一至二，四季）：一名馬商和約翰的熟人。 - 休·狄龙 飾演 唐尼·哈斯克爾警長（英語：Sheriff Donnie Haskell）（第一至四季）：蒙大拿州帕克縣治安官。 - 大衛·克利夫蘭·布朗（英語：David Cleveland Brown） 飾演 傑森（英語：Jason）（第一至二季）：貝絲的助手。 - 傑克·雷姆（英語：Jake Ream） 飾演 傑克（英語：Jake）：一名黃石牧場的工人。 - 塔納亞·比蒂 飾演 艾弗里（英語：Avery）（第一至二，四季）：一名前脫衣舞孃，被瑞普招募為黃石牧場的工人。 - 史蒂文·威廉姆斯 飾演 “牛仔”（英語：Cowboy）（第二季）：一名真名不詳的資深牛仔。 - 尼尔·麦克唐纳 飾演 馬爾科姆·貝克（英語：Malcolm Beck）（第二季）：約翰的對手商人和剋星。 - 特里·塞爾皮科 飾演 蒂爾·貝克（英語：Teal Beck）（第二季）：馬爾科姆的兄弟和商業夥伴。 - 占士·佐敦 飾演 史蒂夫·亨頓（英語：Steve Hendon）（第二季至今）：一名畜牧委員會代理人。 - 加布里埃爾·“蓋特”·吉爾博（英語：Gabriel "Gator" Guilbeau） 飾演 蓋特（英語：Gator）（第二季至今）：達頓家族的私人廚師。 - 凱莉·羅巴克 飾演 卡西迪·里德（英語：Cassidy Reid）（第二季）：一名檢察官，前牛仔競技表演女王。 | - 馬丁·山米爾 飾演 馬丁（英語：Martin）（第二季）：莫妮卡的物理治療師。 - 伊桑·李（英語：Ethan Lee） 飾演 伊桑（英語：Ethan）（第三季至今）：一名新聘的黃石牧場工人。 - 喬許·霍洛威 飾演 羅克·莫里斯（英語：Roarke Morris）（第三至四季）：一名牧場主和“市場股票”（英語：Market Equities）的股東，他們企圖宣稱黃石牧場的擁有權來作房地產買賣。 - 約翰·埃米特·特雷西 飾演 埃利斯·斯蒂爾（英語：Ellis Steele）（第三季至今）：“市場股票”的房地產代表。 - 欧琳卡·乔彻 飾演 安吉拉·布鲁·雷鳴（英語：Angela Blue Thunder）（第三，五季）：一名部落律師。 - 博姿·薩瑟蘭（英語：Boots Southerland） 飾演 韋德·莫羅（英語：Wade Morrow）（第三季）：一名黃石牧場附近的牧場主。 - 凱倫·皮特曼 飾演 威拉·海耶斯（英語：Willa Hayes）（第三季）：“市場股票”的前首席執行官。 - 伊登·布洛林 飾演 米婭（英語：Mia）（第三季至今）：一名木桶賽馬手和吉米的前女友。 - 哈西·哈里森 飾演 拉勒米（英語：Laramie）（第三季至今）：一名木桶賽馬手，米婭的朋友，沃克的女朋友。 - 瑪麗亞·朱利安（英語：Maria Julian） 飾演 “傑米的助手”（英語："Jamie's Assistant"）（第三季至今）：總檢察長的接待員/助理。 - 威爾·巴頓 飾演 加勒特·蘭德爾（英語：Garrett Randall）（第三至四季）：傑米的生父。 - 賈姬·威佛 飾演 卡羅琳·華納（英語：Caroline Warner）（第四季至今）：“市場股票”首席執行官。 - 派珀·佩拉博 飾演 桑莫·希金斯（英語：Summer Higgins）（第四季）：一名動物權利活動家和約翰的盟友。 - 羅伯·柯克蘭（英語：Rob Kirkland） 飾演 比爾·拉姆齊（英語：Bill Ramsey）／比爾·拉姆齊指揮官（英語：Commander Bill Ramsey）（第二至四季）：哈斯克爾警長去世後晉升為比爾·拉姆齊警長。 |

### 客串角色
| - 戴夫·安納布爾 飾演 李·達頓（英語：Lee Dutton）（“Daybreak”和“Grass on the Streets and Weeds on the Rooftops”）：約翰·達頓的長子，黃石牧場的安全負責人，以及蒙大拿州畜牧委員會的宣誓代理人。 - 吉尔·亨内斯 飾演 亨廷頓參議員（英語：Senator Huntington）（“Daybreak”）：一名雷恩沃特酋長的盟友。 - 耶利米·比蘇 飾演 羅伯特·朗（英語：Robert Long）（“Daybreak”）：一名美國陸軍老兵，莫妮卡的兄弟，泰特的叔叔。 - 熱諾·西格斯 飾演 丹尼·特魯多（英語：Danny Trudeau）（“No Good Horses”）：一個正在尋找他失踪女兒黛西的男人。 | - 婷塞尔·柯瑞 飾演 艾米麗·塞申斯（英語：Emily Sessions）（“A Monster Is Among Us”）：雷恩沃特酋長的助理。 - 邁克·費奧拉 飾演 菲爾丁醫生（英語：Dr. Fielding）（“A Monster Is Among Us”）：一名醫生。 - 布賴恩·昂格爾 飾演 斯塔福德醫生（英語：Dr. Stafford）（“A Monster Is Among Us”）：一名外科醫生。 - 小占士·皮肯斯 飾演 老牛仔（英語：Old Cowboy）（“The Unravelling, Pt. 2”）：一名年邁的老牛仔。 | - 達布尼·柯曼 飾演 老約翰·達頓（英語：John Dutton Sr.）（“Sins of the Father”）：約翰的父親。 - 巴里·科爾賓 飾演 羅斯（英語：Ross）（“Under a Blanket of Red”）：一名6666牧場的老牛仔。 - 提姆·麥克羅 飾演 占士·達頓（英語：James Dutton）（“Half the Money”）：約翰·達頓的曾祖父。 - 菲丝·希尔 飾演 瑪嘉烈·達頓（英語：Margaret Dutton）（“No Kindness for the Coward”）：約翰·達頓的曾祖母。 |

## 集數
| 季數 | 集数 | 集数 | 首播日期       | 首播日期       | 首播日期     |
| 季數 | 集数 | 集数 | 首映           | 季终           | 电视网       |
| ---- | ---- | ---- | -------------- | -------------- | ------------ |
| 1    | 9    | 9    | 2018年6月20日  | 2018年8月22日  | 派拉蒙电视网 |
| 2    | 10   | 10   | 2019年6月19日  | 2019年8月28日  | 派拉蒙电视网 |
| 3    | 10   | 10   | 2020年6月21日  | 2020年8月23日  | 派拉蒙电视网 |
| 4    | 10   | 10   | 2021年11月7日  | 2022年1月2日   | 派拉蒙电视网 |
| 5    | 14   | 8    | 2022年11月13日 | 2023年1月1日   | 派拉蒙电视网 |
| 5    | 14   | 6    | 2024年11月10日 | 2024年12月15日 | 派拉蒙电视网 |

## 製作

### 開發
2013年，泰勒·謝里丹開始製作本劇，因為他在最近厭倦了演出並嘗試編寫劇本。在德克萨斯州和怀俄明州等的農村地區生活後，謝里丹將劇集設定在蒙大拿州，並在利文斯頓著手編寫第一個劇本。
2017年5月3日，派拉蒙电视网宣佈已開始製作其首個劇本劇集《黃石公園》。派拉蒙發佈了第一季的劇集訂單，該季由十集組成。劇集將由謝里丹編劇、導演和執行製作。其他執行製作人包括約翰·林森、亞特·林森、哈維·溫斯坦和大衛·C·格拉瑟（英語：David C. Glasser）。參與劇集的製作公司將由Linson Entertainment和溫斯坦影業組成。
2017年10月12日，派拉蒙電視網宣佈在接到有關製片人哈維·溫斯坦性侵指控的報導後，他的名字將與溫斯坦影業一起從劇集的演職員表中刪除。2018年1月15日，派拉蒙電視網總裁凱文·凱（英語：Kevin Kay）在年度电视评论家协会的冬季新聞發佈會上澄清說，即使溫斯坦影業參與了製作，《黃石公園》上也不會出現該公司的品牌名稱或商標。此外，他表示希望在可用時用該公司的新名稱替換“溫斯坦影業”。同日，派拉蒙電視網也宣佈劇集將於2018年6月20日首播。
2018年7月24日，派拉蒙電視網宣佈續訂第二季，預計將於2019年首播。2019年3月21日，宣佈第二季將於2019年6月19日首播。2019年6月19日，派拉蒙續訂第三季，將於2020年6月21日首播。2020年2月21日，派拉蒙在第三季首播之前已經續訂了第四季。第四季於2021年11月7日首播。2022年2月3日，派拉蒙續訂第五季，並會將該季分為兩期播出，每期七集。第五季預定於2022年11月13日首播。

### 選角
2017年5月15日，宣佈凯文·科斯特纳將出演劇集主角約翰·達頓（英語：John Dutton）。2017年6月，據報導盧克·格里姆斯、科爾·豪瑟、韋斯·本特利和凱莉·雷利加入本劇的主要演員陣容。2017年7月13日，宣佈凱爾西·阿斯比爾將出演主角。2017年8月，據報導戴夫·安納布爾、吉爾·伯明翰和杰斐遜·懷特（英語：Jefferson White）已加入主要演員陣容，而溫迪·莫尼茲、葛雷琴·莫爾、吉尔·亨内斯、帕特里克·聖埃斯普利特（英語：Patrick St. Esprit）、伊恩·博恩、丹寧·理查茲（英語：Denim Richards）和金·布魯克斯將加入常設演員陣容。2017年11月，宣佈米凯拉·考林和喬許·盧卡斯將出演常設角色。2017年12月19日，據報導希瑟·海門斯將以常設角色身份加入演員陣容。2018年6月13日，宣佈巴雷特·斯瓦泰克將出演一個常設角色。2018年9月14日，宣佈尼尔·麦克唐纳將以常設角色身份加入第二季的演員陣容。2021年7月1日，宣佈賈姬·威佛、派珀·佩拉博、凱瑟琳·凱利（英語：Kathryn Kelly）和芬恩·利特爾（英語：Finn Little）將在第四季加入。2022年2月3日，在第五季續訂的同時，宣佈詹妮弗·蘭登和凱瑟琳·凱利將在該季晉升為主要演員。

### 拍攝
劇集的主要拍攝於2017年8月在蒙大拿州達比的約瑟夫酋長牧場（英語：Chief Joseph Ranch）開始，這裡是劇中約翰·達頓的家。同月也在犹他州帕克城附近進行了拍攝。劇集製作使用了位於帕克城的猶他電影公司 （页面存档备份，存于）的全部三個攝影棚，總面積為45,000平方英尺。直到2017年11月，劇集已在猶他州的20多個地點拍攝，包括博納維爾鹽灘、海角俱樂部（英語：Promontory Club）和西班牙福克。此外，拍攝過程也在蒙大拿州的不同地點進行。據報導劇集的製作一直持續到2017年12月。
2020年8月，宣佈劇集的拍攝地點完全移至蒙大拿州，並在該州的米蘇拉租用了一個未公開的製作地點。拍攝地點包括社區醫療中心、米蘇拉縣法院（英語：Missoula County Courthouse）附近的賴曼街（英語：Ryman Street）、米蘇拉布魯克斯街（英語：Brooks Street）的一家餐館（Ruby's Cafe）以及蒙大拿州漢密爾頓附近的地方。
第五季於2022年6月在米蘇拉開始拍攝。

#### 約翰·達頓的“原木豪宅”

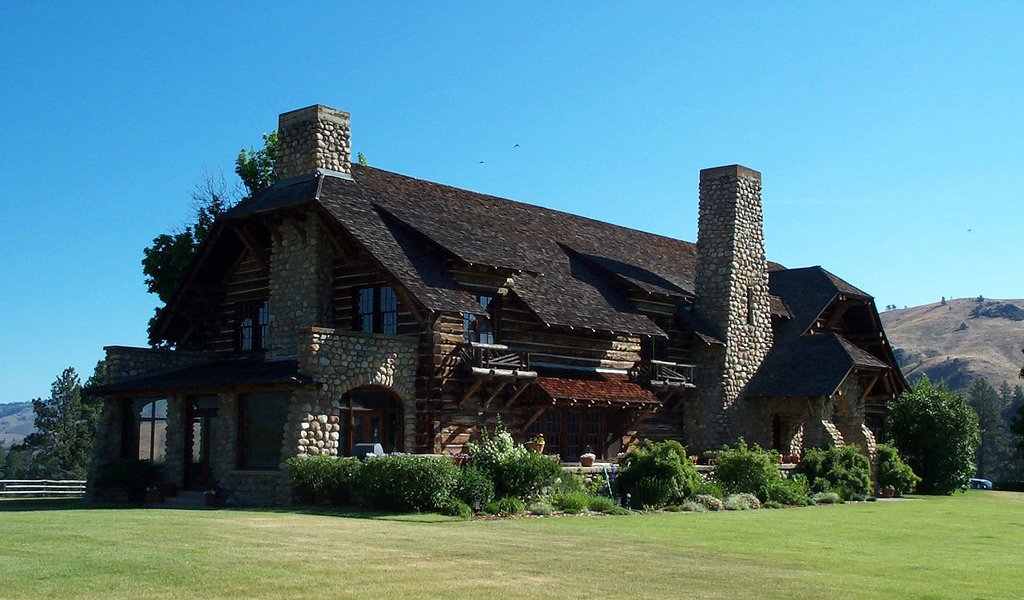
蒙大拿州達比的約瑟夫酋長牧場

約翰·達頓的“原木豪宅”（英語："log mansion"）拍攝地點是約瑟夫酋長牧場（英語：Chief Joseph Ranch）的主屋，該牧場現在是達比南部的一個客用牧場。
主屋建於1914年至1917年間，此前俄亥俄州辛辛那提的居民威廉·S·福特（英語：William S. Ford）（1866－1935年）和霍華德·克拉克·霍利斯特（1856－1919年）在苦根河上購買了2,500英畝土地作為度假屋用途，並成立了福特－霍利斯特牧場（英語：Ford-Hollister Ranch）。福特曾是俄亥俄州托萊多O-I Glass的董事長，霍利斯特則是美国俄亥俄南区联邦地区法院的法官。托萊多的貝茨（英語：Bates）和甘布爾（英語：Gamble）是主屋的建築師，該房子總面積達5,000平方英尺，包括一個2,200平方英尺的客廳。
主屋因為有原木小屋的式樣，所以被《纽约时报》稱為“原木豪宅”。其風格被人與1904年開業的老忠實飯店相提並論，該飯店距離黃石國家公園294英里遠。《泰晤士报》將主屋描述為“拱門、山牆和天窗的多樣化組合，由垂直和水平放置的原木襯托，為木屋設計增添了一種罕見的優雅。”
牧場建築群包括3個用於飼養荷尔斯泰因牛的大型穀倉，據稱這是密西西比河以西最大的奶牛群。福特後來放棄了奶牛，並開始飼養海福特牛。在福特去世後，他的妻子和女兒將主屋作為旅舍經營，並在1952年將牧場出售。福特－霍利斯特牧場經歷了不同的擁有者，他們以約瑟夫酋長之名將其重新命名，因為據說他在内兹珀斯战争期間經過了該牧場。梅爾·佩維斯在1987年至2004年間擁有該牧場，他是一位白手起家的百萬富翁，也是奥吉布瓦族族人。

### 音樂
劇集的配樂由布莱恩·泰勒創作。他曾與愛樂管弦樂團的音樂家以及中提琴、大提琴和小提琴獨奏家合作。2018年8月17日，索尼音樂娛樂發行了第一季的原聲帶。

## 發行
劇集的先行預告片於2018年2月28日發佈，第一部完整預告片則於4月26日發佈。2018年6月25日，劇集在科羅拉多州丹佛附近的紅岩圓形劇場舉辦的一年一度國際電視節Seriesfest中放映。第一季於2018年12月4日以藍光和DVD形式發行。

### 串流播放
NBC環球的串流媒體服務孔雀於2020年獲得了《黃石公園》的美國串流播放版權，並於當年7月首播前兩季。派拉蒙全球總裁兼首席執行官鮑勃·巴基什此後稱這筆交易的時機“不幸”；因為劇集在其後幾季的評價、收視率和受歡迎程度均有所提高。評論家指出，除了派拉蒙电视网的應用程序和網站上主要通過TV Everywhere提供觀看之外（需要訂閱有線電視），《黃石公園》還沒有出現在派拉蒙自己的同名串流媒體服務Paramount+上（儘管本劇的外傳是為該服務而製作的），派拉蒙的安排在社交媒體上引起了觀眾和劇集粉絲的混淆。
《黃石公園》的完整劇季和集數可在美國所有主要的電子娛樂分銷商店購買，而劇集由派拉蒙電視網在美國播出後的第二天，亞馬遜公司的Prime Video在加拿大開始播出。該劇在加拿大由第五季開始移至Paramount+播出。

## 宇宙
| 劇集     | 季數 | 集数 | 集数 | 首播日期       | 首播日期       | 首播日期     | 狀態   |
| 劇集     | 季數 | 集数 | 集数 | 首映           | 季终           | 电视网       | 狀態   |
| -------- | ---- | ---- | ---- | -------------- | -------------- | ------------ | ------ |
| 黃石公園 | 5    | 53   | 53   | 2018年6月20日  | 2024年12月15日 | 派拉蒙電視網 | 已完結 |
| 1883     | 1    | 10   | 10   | 2021年12月19日 | 2022年2月27日  | Paramount+   | 已完結 |
| 1923     | 2    | 16   | 16   | 2022年12月18日 | 2025年4月6日   | Paramount+   | 已完結 |

### 1883
在泰勒·謝里丹與維亞康姆CBS（英語：ViacomCBS）（現名為派拉蒙全球）和MTV娛樂影業簽署了一項為期五年的協議後，一部名為《1883》（英語：1883）的前傳劇集於2021年12月19日在Paramount+首播。山姆·埃利奧特、提姆·麥克羅和菲丝·希尔在該劇出演主角。
正如2022年5月宣佈的一樣，《1883》已經推出名為《1883：巴斯·李維斯故事》的續集。

### 1923
《1923》（英語：1923）主要講述新一代的達頓家族在西部擴張、禁酒時期和大蕭條時期（蒙大拿州早在十年前就開始大蕭條）的經歷。該劇將由海倫·美蘭和哈里森·福特主演，並將在Paramount+首播。
該劇最初被命名為《1932》（英語：1932），但在2022年6月宣佈將劇集標題更改為《1923》，並且還宣佈時間設定將是在新的同名年份1923年而不是1932年。
劇集的前期製作於2022年7月在蒙大拿州比尤特開始，預計將於8月中旬開始拍攝，即是《黃石公園》拍攝計劃完成的幾天後。《1923》預計將於2022年12月在Paramount+首播。

### 6666
另一個計劃中的衍生劇集名為《6666》（英語：6666），時間和地點設定將是在當今的德克薩斯州的6666牧場。該劇將被安排在Paramount+首播。

## 評價
《黃石公園》在首播後收到影評人的不同回應。根据評論匯總网站爛番茄汇总的51篇评论文章，55%的评论家给予该作正面评价，使之獲得「認證新鮮」標識，平均打分为5.80分（满分10分）」第一季在Metacritic網站上得到「褒貶不一或中庸」，獲得了54/100分（27位影評人）。
劇集在隨後的幾季得到更多的積極評價。根据評論匯總网站爛番茄汇总的8篇评论文章，88%的评论家给予该作正面评价，使之獲得「認證新鮮」標識，平均打分为7.20分（满分10分）。根据評論匯總网站爛番茄汇总的6篇评论文章，100%的评论家给予该作正面评价，使之獲得「認證新鮮」標識，平均打分为5.80分（满分10分）。根据評論匯總网站爛番茄汇总的10篇评论文章，90%的评论家给予该作正面评价，使之獲得「認證新鮮」標識，平均打分为7.80分（满分10分）。

## 獎項
| 年份 | 獎項                          | 類別                                          | 入圍者 | 結果 | 來源          |
| ---- | ----------------------------- | --------------------------------------------- | --- | ---- | ------------- |
| 2018 | 荷里活專業協會獎              | 最佳音效——電視類                              | 艾倫·羅伯特·默里、蒂姆·勒布朗（英語：Tim LeBlanc）與迪恩·A·祖潘西奇 ；憑“Daybreak”一集 | 提名 | [ 73 ]        |
| 2018 | 荷里活專業協會獎              | 最佳音效——電視類                              | 艾倫·羅伯特·默里、蒂姆·勒布朗與迪恩·A·祖潘西奇 ；憑“Kill the Messenger”一集 | 提名 | [ 73 ]        |
| 2019 | 青銅牧馬人獎                  | 虛構劇情 （英語：Fictional Drama）                           | 凯文·科斯特纳與泰勒·謝里丹 | 獲獎 |               |
| 2019 | 國際電影音樂評論家協會獎      | 最佳電視原創配樂                              | 布莱恩·泰勒 | 提名 |               |
| 2019 | 美國電影攝影師協會獎          | 最佳常規劇集攝影成就                          | 本·理查森 ；憑“Daybreak”一集 | 提名 | [ 74 ]        |
| 2020 | 青銅牧馬人獎                  | 虛構劇情                                      | 奇雲·高士拿與泰勒·謝里丹 | 獲獎 |               |
| 2021 | 青銅牧馬人獎                  | 虛構電視劇情 （英語：Fictional Television Drama）                       | 奇雲·高士拿與泰勒·謝里丹 | 獲獎 |               |
| 2021 | 美國佈景師協會獎              | 一小時當代劇集最佳裝飾／設計 （英語：Best Achievement in Décor/Design of a One Hour Contemporary Series）       | 卡拉·居里（英語：Carla Curry）與加里·懷特（英語：Cary White） | 提名 |               |
| 2021 | 網絡影視協會電視獎  | 劇情類劇集最佳男配角 （英語：Best Supporting Actor in a Drama Series）               | 韋斯·本特利 | 提名 | [ 75 ]        |
| 2021 | 網絡影視協會電視獎  | 最佳化妝——當代 （英語：Best Makeup - Contemporary）                     | 《黃石公園》 | 提名 | [ 75 ]        |
| 2021 | 外景制片協會國際獎            | 當代電視劇集最佳外景 （英語：Outstanding Locations in a Contemporary Television Series）               | 查理·斯金納（英語：Charlie Skinner）與大衛·扎卡里·海涅（英語：David Zachary Heine） | 提名 | [ 76 ] [ 77 ] |
| 2021 | 荷里活影評人協會電視獎        | 最佳有線劇集——劇情類 （英語：Best Cable Series, Drama）               | 《黃石公園》 | 提名 | [ 78 ]        |
| 2021 | 荷里活影評人協會電視獎        | 廣播網或有線劇集最佳女配角——劇情類 （英語：Best Supporting Actress in a Broadcast Network or Cable Series, Drama） | 凱莉·雷利 | 提名 | [ 78 ]        |
| 2021 | 黃金時段創意藝術艾美獎        | 當代敘事節目最佳製作設計（一小時或以上）      | 加里·懷特、伊馮娜·布德羅（英語：Yvonne Boudreaux）與卡拉·居里 ；憑“Going Back to Cali”一集 | 提名 | [ 79 ]        |
| 2022 | 美國佈景師協會獎              | 一小時當代劇集最佳裝飾／設計                  | 卡拉·居里與加里·懷特 | 提名 | [ 80 ]        |
| 2022 | 美國製片人協會獎              | 最佳劇情片                                    | 《黃石公園》第四季 | 提名 | [ 81 ]        |
| 2022 | MTV影視大獎                   | 最佳節目演出                                  | 凱莉·雷利 | 提名 | [ 82 ]        |
| 2022 | MTV影視大獎                   | 最佳節目                                      | 《黃石公園》 | 提名 | [ 82 ]        |
| 2022 | 荷里活影評人協會電視獎        | 廣播網或有線劇集最佳編劇——劇情類 （英語：Best Writing in a Broadcast Network or Cable Series, Drama）   | 泰勒·謝里丹 ；憑“Half the Money”一集 | 提名 | [ 83 ]        |
| 2022 | 荷里活影評人協會電視獎        | 廣播網或有線劇集最佳導演——劇情類 （英語：Best Directing in a Broadcast Network or Cable Series, Drama）   | 泰勒·謝里丹 ；憑“Keep the Wolves Close”一集 | 提名 | [ 83 ]        |
| 2022 | 荷里活影評人協會電視獎        | 廣播網或有線劇集最佳女主角——劇情類 （英語：Best Actress in a Broadcast Network or Cable Series, Drama） | 凱莉·雷利 | 提名 | [ 83 ]        |
| 2022 | 荷里活影評人協會電視獎        | 廣播網或有線劇集最佳男主角——劇情類 （英語：Best Actor in a Broadcast Network or Cable Series, Drama） | 奇雲·高士拿 | 提名 | [ 83 ]        |
| 2022 | 金德比電視獎                  | 最佳劇情類女主角 （英語：Best Drama Actress）                   | 凱莉·雷利 | 提名 |               |
| 2022 | 金德比電視獎                  | 最佳劇情類客串女演員 （英語：Best Drama Guest Actress）               | 賈姬·威佛 | 提名 |               |
| 2022 | 影音協會獎                    | 最佳電視劇集音效混合成就獎——一小時 （英語：Outstanding Achievement in Sound Mixing for Television Series – One Hour） | 安德烈斯·普羅科彭科（英語：Andrejs Prokopenko）、迭戈·蓋特（英語：Diego Gat）、塞繆爾·埃內斯（英語：Samuel Ejnes）、邁克爾·米勒（英語：Michael Miller）與克里斯·納瓦羅（英語：Chris Navarro） ；憑“Half the Money”一集 | 獲獎 | [ 84 ]        |
| 2022 | 藝術指導工會傑出作品設計獎    | 最佳一小時當代單鏡電視劇集                    | 加里·懷特、伊馮娜·布德羅、麗莎·沃德（英語：Lisa Ward）、吉姆·休伊特（英語：Jim Hewitt）、喬爾·沃爾德雷普（英語：Joel Waldrep）與卡拉·居里 ；憑“No Kindness for the Coward”一集 | 獲獎 | [ 85 ]        |
| 2022 | AARP成人電影獎                | 最佳男主角——電視                              | 奇雲·高士拿 | 提名 | [ 86 ]        |
| 2022 | 美國演員工會獎                | 電視劇情類最佳集體演出                        | 凱爾西·阿斯比爾、韋斯·本特利、瑞恩·賓厄姆、吉爾·伯明翰、伊恩·博恩、伊登·布洛林、奇雲·高士拿、休·狄龙、盧克·格里姆斯、哈西·哈里森、科爾·豪瑟、詹妮弗·蘭登、芬恩·利特爾（英語：Finn Little）、布雷肯·美林（英語：Brecken Merrill）、威爾·巴頓、派珀·佩拉博、凱莉·雷利、丹寧·理查茲（英語：Denim Richards）、泰勒·謝里丹、福里·J·史密斯（英語：Forrie J. Smith）與杰斐遜·懷特（英語：Jefferson White） | 提名 | [ 87 ]        |

## 外部連結
- 官方网站
- 互联网电影数据库（IMDb）上《黃石公園》的资料（英文）
- 爛番茄上《黃石公園》的資料（英文）
- Metacritic上《《黃石公園》》的資料